# Phytelephas schottii
Phytelephas schottii là loài thực vật có hoa thuộc họ Arecaceae. Loài này được H.Wendl. miêu tả khoa học đầu tiên năm 1860.